# The Clancy Brothers
The Clancy Brothers war eine Irish-Folk-Band. Gegründet 1956 in New York City, hatte sie ihre größten Erfolge in den 1960er Jahren zusammen mit Tommy Makem als The Clancy Brothers and Tommy Makem. Die Musik der Clancy Brothers trug dazu bei, das Interesse an irischer Folkmusik nach dem Zweiten Weltkrieg vor allem in den USA wiederzuerwecken, und gilt als bedeutender Einfluss auf andere Folkmusiker dieser Zeit, wie beispielsweise Bob Dylan.

## Bandgeschichte
The Clancy Brothers bestand ursprünglich aus den Brüdern Patrick (genannt Pat oder Paddy; 1922–1998), Tom (1924–1990) und Liam (1935–2009) Clancy, die aus Carrick-on-Suir im County Tipperary in Irland stammten. Die beiden älteren Brüder dienten während des Zweiten Weltkrieges in der Royal Air Force und wanderten nach dem Krieg in die USA aus. Liam folgte seinen Brüdern 1955 nach New York City.
Zur gleichen Zeit wanderte der mit Liam befreundete Tommy Makem (1932–2007) in die USA aus. Makem stammte aus einer musikalischen Familie aus Keady im County Armagh in Nordirland. Seine Mutter Sarah Makem war eine bekannte Folksängerin, deren Repertoire über 500 Lieder umfasst haben soll. Die Clancy-Brüder und Makem trafen sich und bestritten ihre ersten Auftritte in den Clubs und Kaffeehäusern in Greenwich Village, hauptsächlich um etwas Geld zu verdienen, da sie vorwiegend an Karrieren als Schauspieler interessiert waren. Sie erlangten lokale Berühmtheit und veröffentlichten 1959 ihr erstes Album The Rising of the Moon (auch: Irish Songs of Rebellion), das bei dem von Diane Hamilton, einer Freundin von Liam Clancy, gegründeten Label Tradition Records veröffentlicht wurde.
1961 bekam die Gruppe einen Auftritt in der Ed Sullivan Show, wodurch sie nationale Bekanntheit erlangte und einen Plattenvertrag bei Columbia Records erhielt. Die 1960er Jahre wurden sehr erfolgreich. The Clancy Brothers and Tommy Makem veröffentlichte eine Vielzahl weiterer Alben, spielten im Fernsehen und großen Konzertsälen und 1963 im Weißen Haus vor US-Präsident John F. Kennedy.
1969 verließen Makem und etwas später Liam die Gruppe, um ihre Solokarrieren zu forcieren. (Später entstanden gemeinsame Auftritte und Alben der beiden unter dem Namen Makem and Clancy.) Makem wurde zunächst durch Bobby Clancy (1927–2002), einen weiteren Clancy-Bruder, ersetzt. Bobby war selbst bereits als Musiker erfolgreich. Er verließ die Band nach kurzer Zeit, kehrte jedoch nach Liams Ausscheiden zurück. Darüber hinaus stieß der Neffe der Brüder, Robbie O’Connell, zur Gruppe. In dieser Besetzung bestritt die Band bis zum Tod von Tom Clancy 1990 Auftritte und Aufnahmen. Danach gab es bis ins 21. Jahrhundert weitere Aufnahmen und Konzerte der Clancy Brothers, mitunter durch Wiedervereinigungen oder in anderen Besetzungen.

## Stil
Das Hauptaugenmerk der Musik der Clancy Brothers lag auf dem Gesang. Sie spielten irische Folksongs, die sie insbesondere im Refrain unisono sangen, wobei sie gegebenenfalls das Publikum zum Mitsingen animierten. Die häufig klagend und traurig klingenden alten irischen Balladen arrangierten sie in neuen Versionen mit galoppierendem Rhythmus. Liam Clancy zufolge hatten sie die Idee dazu, als sie auf einer Couch saßen und das Auf- und Abspringen auf den Federn dieser Couch musikalisch imitierten. Diese innovative Spielweise der Folksongs paarten sie mit einer begeisterten und ungestümen Art des Singens, begleitet von gelegentlichen Zwischenrufen im Stile des Gesangs in irischen Pubs.
Ihre Songs begleiten die Clancy Brothers auch instrumental. Liam spielte Gitarre, Pat Mundharmonika und Makem Tin Whistle und Banjo.
Markenzeichen der Clancy Brothers waren ihre cremefarbenen Aran Sweater, die ihnen ihre Mutter aus Irland schickte, um sie gegen den kalten Winter in New York zu wappnen. Auf fast allen Plattencovern und bei vielen Liveauftritten tragen die Bandmitglieder diese Pullover.

## Wirkung
The Clancy Brothers trafen in den USA den Nerv der Zeit. Folkmusik erlangte langsam größere Popularität, nicht zuletzt durch Künstler wie Joan Baez oder The Weavers. Darüber hinaus halfen ihnen ihr gutes Aussehen und charismatisches Auftreten bei ihrem kommerziellen Erfolg. Sie schafften es nicht nur, irischstämmige Amerikaner, sondern Menschen jeglicher Herkunft für ihre Musik zu begeistern. Auch in Irland erzeugten sie positive Resonanz und trugen dazu bei, das Interesse an traditioneller Musik wiederzubeleben. The Clancy Brothers bereiteten dadurch in gewissem Maße auch den Weg für andere Irish-Folk-Bands wie The Dubliners oder The Chieftains.
Erwähnenswert ist darüber hinaus der Einfluss der Clancy Brothers auf Bob Dylan. Sie kannten sich aus den Clubs und Bars in Greenwich Village im New York der frühen 1960er Jahre. Dylan zeigte sich begeistert von den Melodien und Geschichten ihrer Lieder, die ihn zu eigenen Songs beziehungsweise Arrangements inspirierten. Insbesondere Liam und Dylan waren gut befreundet. Dylan soll ihn als „the best ballad singer I’d ever heard in my life“ (dt.: den besten Balladensänger, den ich in meinem Leben jemals gehört habe) bezeichnet haben.